# Ramona Rocks

Ramona Rockenhausen (2019)

rAmoNa RocKs  bürgerlich Ramona Somsiri Mertens  (* 9. September 1980 in West-Berlin; † 26. Oktober 2021 in Berlin), auch bekannt als Ramona Rockenhausen, war eine deutsche Synchronsprecherin, Schauspielerin, Sängerin, Komponistin, Instrumentalistin, Industrial Model und Comedian.

## Leben
rAmoNa RocKs wurde in Berlin geboren und wuchs dort im Bezirk Neukölln auf.
Bereits im Alter von fünf Jahren lernte sie auf der heimischen Yamaha Electone Orgel Tonleitern und Akkordfolgen und spielte eigenständig Melodien aus dem Radio nach, begleitet von den passenden Akkorden. Als Schülerin sang sie im Chor und lernte mit zwölf Jahren Klavier an der Musikschule. Mit 16 Jahren lernte sie im Privatunterricht Gitarre und E-Bass spielen, was sie wenig später autodidaktisch weiterführte. Im Alter von 17 Jahren war sie erstmals Leadsängerin und Gitarristin ihrer Band, die von Frank Becking, sowie Lars Kubic von Trick & Kubic, produziert wurde. Im Jahr 2002 komponierte Ramona Rocks Musik und Text des Songs „Never give up“ für die ARD-Erfolgsserie „Berlin, Berlin“. Dieser wurde ebenfalls gemeinsam mit Frank Becking und Lars Kubic produziert, damals noch unter dem Künstlernamen Candy. Der Song ist auf Samplern des Majorlabels BMG und Sony Music erhältlich und wurde von der Band „Two is One“ gecovert.
Um freier arbeiten zu können, erlernte sie diverse Musikinstrumente autodidaktisch und vertiefte ihr Wissen im Bereich Gesang, Musikproduktion, Mixing und Mastering an der Universität der Künste Berlin, der Landesmusikakademie Berlin sowie der ebam Akademie. Ihre gesanglichen Fähigkeiten erlernte sie bei Angelika Weiz, Bianka Speina (Backings Jennifer Rush), Rachelle Jeanty (Backings Celine Dion), Dorothee Dalg, Dan, Patrick Kukwa und Jocelyn B. Smith. In den darauf folgenden Jahren sang Ramona in diversen Studioprojekten und Bands. Im Schauspielbereich spielte sie die Rolle der „Nuria“, eine der Hauptrollen in der Online-Soap 90sechzig90, die von T-Online von 2000 bis 2002 produziert wurde. Ausgebildet wurde sie unter anderem an der Schauspielschule Reduta bei Teresa Nawrot. Ramona Rocks war vorrangig als Sprecherin, Schauspielerin und Comedian tätig. Im Musikbereich bewegte sie sich als Komponistin stilistisch in den Bereichen Rock, Pop, EDM (Electronic Dance Music), Production Music bis hin zum Bluegrass in deutscher und englischer Sprache.
Seit 2017 war sie als Sprecherin unter ihrem Namen Ramona Rockenhausen in den Bereichen Synchron, Werbung, VoiceOver/Doku, Erklärfilme, Industriefilme, Moodfilme, Anime, Tutorials und Games tätig.
Ab der sechsten Staffel von Orange Is the New Black sprach sie die Rolle der Blanca Flores auf Deutsch mit spanischem Akzent und auf Spanisch (Lateinamerika). In den Ende 2018 neu erschienenen Netflix-Serien Pine Gap und Tidelands sprach sie von Beginn an durchgehende Rollen.
Seit 2018 war sie als Sprecherin im Bereich Audiodeskription tätig. Sie sprach die Audiodeskription der ZDF / 3sat Dokumentation „Eine Armlänge Welt“ sowie vom Kinofilm „Rocca verändert die Welt“.
Seit 2018 schrieb und produzierte Ramona Rockenhausen Sketche, in denen sie die Hauptrolle spielte. Zu sehen sind sie auf ihrem YouTube Channel COMEDYquickies.
2019 erreichte sie das Finale für den SWR3 Comedy Förderpreis und trat im Mai auf dem SWR3 Comedy Festival in Bad Dürkheim, Rheinland-Pfalz auf. Seit März 2019 tourte sie mit ihrem Stand Up Comedy Kurzprogramm „Geschmeidig einen abseilen“ durch Deutschland.
Am 25. Oktober 2021 starb sie an den Folgen einer Krebserkrankung. Zuvor hatte sie anonym als „Die Sprecherin“ auf ihrer Webseite „krebs-hautnah.de“ sowie auf Facebook über ihre Erkrankung gebloggt.
Ihre Beerdigung fand am 17. Dezember 2021 auf dem Friedwald Bernau statt (Grablage Baum 780).

## Synchronrollen (Auswahl)

### Filme
- 2018: Das Geheimnis der zwei Schwestern – Talina Boyaci … als Mme Lefebvre
- 2018: Going for Gold – Jess Peters … als Issy
- 2017: Call Me by Your Name – Victoire Du Bois … als Chiara
- 2017: Death Note – als Mako

### Serien
- 2017: Snowfall – Aisha Lomax … als Donna
- 2017: Gomorrha – Francesca Alice Antonini … als Giulia
- 2017: King Julien – als B'Brandon
- ab 2018: Orange Is the New Black – Laura Gómez … als Blanca Flores (2. Stimme)
- ab 2018: Pine Gap – Milly Alcock … als Marissa Campbell
- ab 2018: Tidelands – Annabelle Stephenson … als Laura Maney
- 2018: Nashville – Ariana Guerra … als Rezeptionistin Sekte
- 2018: Taken – Arlen Aguayo-Stewart … als Lucia
- 2018: Taken – Emily Dickinson … als Penny
- 2018: Blood Drive – Lee-Anne Liebenberg … als Lucia
- 2018: Sex&Drugs&Rock&Roll – Alice Lee … als Colleen
- 2018: Death Note – als Mako
- 2018: Cupcake und Dino – Dienste aller Art – Lee-Anne Liebenberg … als Maria
- ab 2019: The Spanish Princess – Stephanie Levi-John … als Lina de Cardones (Hauptrolle)
- ab 2019: Kengan Ashura – … als Sayaka Katahara (Hauptrolle)
- ab 2020: Die Frau aus dem Meer – Alba Gaïa Bellugi … als  Sabine (Hauptrolle)
- ab 2021: Jupiter‘s Legacy – Elena Kampouris … als  Chloe Sampson (Hauptrolle)

## Sprecherin Audiodeskriptionen/Hörfilme
- 2019: Rocca verändert die Welt
- 2018: „Eine Armlänge Welt“

## Fernsehauftritte
- 2020: Hauptrolle Burger King „Spar Kings“ Werbespot, TV und Online
- 2002: 90sechzig90 Cast „Nuria“, powered by T-Online, Live Line Entertainment
- 2002: GZSZ Gastrolle „Katja“, Grundy UFA[5]
- 2000: GZSZ Gastrolle Reporterin, Grundy UFA[5]

### Comedy
- 2019: Finalistin SWR3 Comedy Förderpreis
- 2019: Deutschlandweite Stand Up Comedy Tour mit Kurzprogramm „Geschmeidig einen abseilen“
- 2018: Drehbuchautorin und Produzentin eigener Sketche mit ihr in der Hauptrolle auf YouTube Channel COMEDYquickies

### Veröffentlichungen als Sängerin
- 2019:  Cartoon Song „Die Birne ist leer“ der Super-RTL-Serie SpongeBob Schwammkopf
- 2018:  Cartoon Song „Ich sehne mich weg von hier“ der Cartoon-Network-Serie OK K.O.! Neue Helden braucht die Welt
- 2018:  Cartoon Song „Einladung“ der Cartoon Network und Sky-Serie Craig of the Creek
- 2018:  Cartoon Bot Gesang der Netflix-Serie „Cupcake und Dino – Dienste aller Art“
- 2002:  Titelsong „Never give up“ der ARD-Serie Berlin, Berlin, europaweite Ausstrahlung und Tonträger Veröffentlichung

## Diskografie

### Alben
- 2002: Berlin, Berlin Soundtrack, BMG Ariola Media GmbH (als Candy)
- 2007: Amiga Hitstory 1997 – 2007, Hansa Amiga (Sony Music) (mit dem Cover von Two is One)

### Kompositionen
- 2002: „Never give up“, Musik, Topline und Text, gesungen von Ramona Rocks
- 2003 – 2005: „Never give up“, Musik und Text, gecovert von Two is One

### Singles
- 2002 Never give up, erschienen bei BMG (unter dem Pseudonym Candy), Titelsong der ersten Staffel der ARD-Fernsehserie Berlin, Berlin

## Industrial Model
- seit 2018: Kampagnenmodel DuPont Industrial Biosciences